# Francena McCorory
Francena Lynette McCorory  (née le 20 octobre 1988 à Hampton) est une athlète américaine spécialiste du 400 mètres.

## Biographie
Étudiante à l'Université d'Hampton, en Virginie, Francena McCorory remporte le titre du 400 m des Championnats NCAA en salle en 2009 et 2010. Le 13 mars 2010 à Fayetteville, elle établit un nouveau record des États-Unis en salle en parcourant ses deux tours de piste dans le temps de 50 s 54. Vainqueur de son premier titre universitaire en plein air en 50 s 69, le 11 juin, à Eugene, elle améliore son record personnel deux semaines plus tard en courant 50 s 52 lors des Championnats des États-Unis 2010 de Des Moines, s'inclinant face à sa compatriote Debbie Dunn. En août 2010, elle termine troisième du meeting DN Galan de Stockholm.

Auteure de 50 s 50 sur la piste de Gainesville en avril 2011, Francena McCorory se classe deuxième des Championnats des États-Unis, fin juin à Eugene, dans le temps de 50 s 49, échouant à six centièmes de secondes d'Allyson Felix. Elle améliore d'un centième son record personnel et obtient sa qualification pour les Championnats du monde. À Daegu, McCorory échoue au pied du podium de l'épreuve individuelle (50 s 45) après avoir amélioré son record personnel en demi-finale avec 50 s 24. En 2016, elle est reclassée 3e à la suite de la disqualification pour dopage de la Russe Anastasiya Kapachinskaya. L'IAAF annonce le 26 juillet 2017 qu'une cérémonie pour remettre la médaille aura lieu le 4 août 2017 pendant les Championnats du monde de Londres. Elle remporte en fin de compétition le titre du relais 4 × 400 m en compagnie de ses compatriotes Allyson Felix, Sanya Richards-Ross et Jessica Beard. L'équipe américaine, qui devance finalement la Jamaïque et la Russie, établit la meilleure performance mondiale de l'année 3 min 18 s 09.

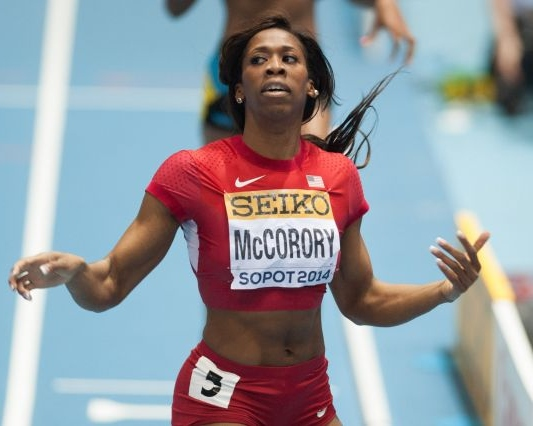
Francena McCorory lors des championnats du monde en salle 2014.

Fin juin 2012, lors des sélections olympiques américaines de Eugene, elle obtient sa qualification pour les Jeux de Londres en terminant troisième de l'épreuve du 400 m en 50 s 43, derrière Sanya Richards-Ross et Dee Dee Trotter. En août 2012, lors des Jeux olympiques de Londres, Francena McCorory remporte le titre olympique du relais 4 × 400 m aux côtés de DeeDee Trotter, Allyson Felix et Sanya Richards-Ross. L'équipe des États-Unis s'impose en 3 min 13 s 87, devant la Russie et la Jamaïque.
Francena McCorory se classe deuxième des championnats des États-Unis 2013, devancée de justesse par Natasha Hastings (49 s 94 contre 50 s 01). En juillet, elle remporte le meeting Ligue de diamant de Lausanne dans le temps de 50 s 36, puis descend pour la première fois de sa carrière sous les 50 secondes en réalisant la marque de 49 s 96 au Meeting Herculis de Monaco. Elle participe aux Championnats du monde 2013, à Moscou, et améliore son record personnel en demi-finale en bouclant son tour de piste en 49 s 86. Elle ne réédite pas cette performance en finale, se classant sixième en 50 s 68. Avec ses coéquipières Jessica Beard, Natasha Hastings et Ashley Spencer, elle s'adjuge en fin de compétition la médaille d'argent du relais 4 × 400 m en 3 min 20 s 41, derrière l'équipe de Russie.
En mars 2014, lors des championnats du monde en salle de Sopot en Pologne, Francena McCorory remporte son premier titre individuel majeur en s'imposant dans l'épreuve du 400 m en 51 s 12, devant la Jamaïcaine Kaliese Spencer et la Bahaméenne Shaunae Miller. Alignée par ailleurs sur 4 × 400 m, elle s'adjuge une nouvelle médaille d'or aux côtés de ses coéquipières américaines Natasha Hastings, Joanna Atkins et Cassandra Tate. L'équipe des États-Unis s'impose en 3 min 24 s 83, devant la Jamaïque et le Royaume-Uni. Fin juin, au cours des championnats des États-Unis 2014 de Sacramento, McCorory remporte le titre national en 49 s 48, améliorant de près de 4/10e de seconde son record personnel.

## Palmarès

### International
| Date | Compétition                    | Lieu             | Résultat | Épreuve   | Performance   |
| ---- | ------------------------------ | ---------------- | -------- | --------- | ------------- |
| 2011 | Championnats du monde          | Daegu            | 3e       | 400 m     | 50 s 45       |
| 2011 | Championnats du monde          | Daegu            | 1re      | 4 × 400 m | 3 min 18 s 09 |
| 2012 | Jeux olympiques                | Londres          | 6e       | 400 m     | 50 s 33       |
| 2012 | Jeux olympiques                | Londres          | 1re      | 4 × 400 m | 3 min 16 s 87 |
| 2013 | Championnats du monde          | Moscou           | 5e       | 400 m     | 50 s 68       |
| 2013 | Championnats du monde          | Moscou           | 1re      | 4 × 400 m | 3 min 20 s 41 |
| 2013 | DécaNation                     | Valence          | 1re      | 400 m     | 50 s 53       |
| 2013 | Ligue de diamant               | Ligue de diamant | 3e       | 400 m     | détails       |
| 2014 | Championnats du monde en salle | Sopot            | 1re      | 400 m     | 51 s 12       |
| 2014 | Championnats du monde en salle | Sopot            | 1re      | 4 × 400 m | 3 min 24 s 83 |
| 2014 | DécaNation                     | Angers           | 1re      | 400 m     | 50 s 62       |
| 2014 | Coupe continentale             | Marrakech        | 1re      | 400 m     | 49 s 94       |
| 2014 | Coupe continentale             | Marrakech        | 1re      | 4 × 400 m | 3 min 20 s 93 |
| 2015 | Relais mondiaux de l'IAAF      | Nassau           | 1re      | 4 × 400 m | 3 min 19 s 39 |
| 2015 | Championnats du monde          | Pékin            | 2e       | 4 × 400 m | 3 min 19 s 44 |
| 2015 | DécaNation                     | Paris            | 1re      | 400 m     | 50 s 30       |
| 2015 | Ligue de diamant               | Ligue de diamant | 1re      | 400 m     | détails       |
| 2016 | Jeux olympiques                | Rio de Janeiro   | 1re      | 4 × 400 m | séries        |

### National
- Championnats des États-Unis : 
  - Plein air : 1re du 400 m en 2014 ; 2e 2010, 2011 et 2013 ; 3e en 2012.
- Championnats NCAA :  vainqueur du 400 m en plein air en 2010, du 400 m en salle en 2009 et 2010.

## Records
| Épreuve | Épreuve   | Performance  | Lieu         | Date         |
| ------- | --------- | ------------ | ------------ | ------------ |
| 400 m   | Plein air | 49 s 48      | Sacramento   | 28 juin 2014 |
| 400 m   | Salle     | 50 s 54 (NR) | Fayetteville | 13 mars 2010 |